# Астролябия

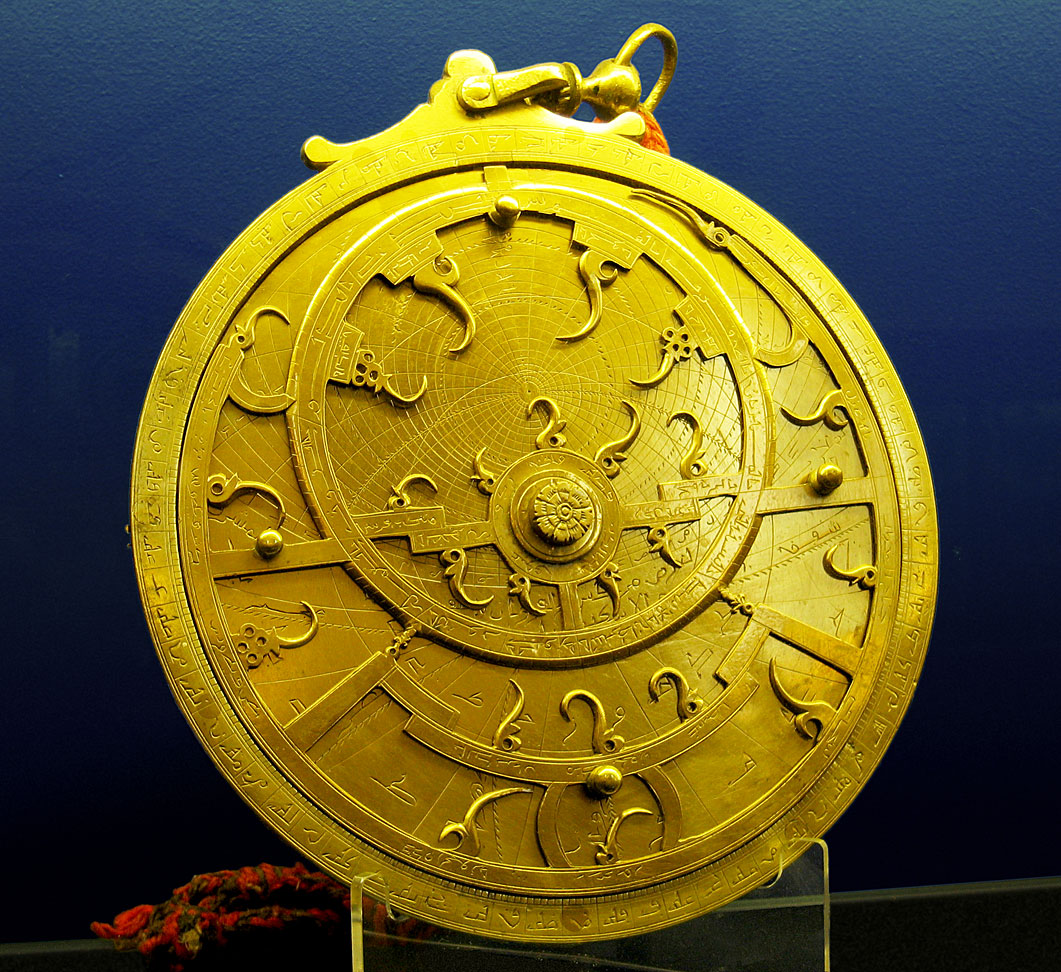
Персидская астролябия XVIII века

Астроля́бия (др.-греч. ἀστρολάβος «берущий звезды») — один из старейших астрономических инструментов, служивший для измерения горизонтальных углов и определения широт и долгот небесных тел. Основан на принципе стереографической проекции.

## История

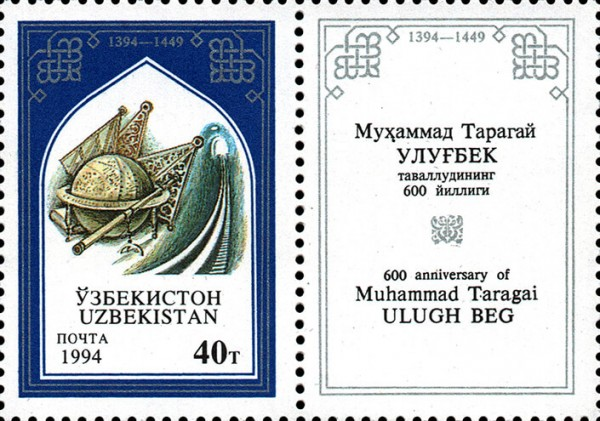
Почтовая марка Узбекистана 1994 года.

Астролябия впервые появилась в Древней Греции. Принцип стереографической проекции, переводящей окружности на сфере в окружности на плоскости, открыл Аполлоний Пергский. Витрувий в своём сочинении «Десять книг об архитектуре», описывая астрономический инструмент, называемый «пауком», сообщает, что его «изобрёл астроном Евдокс, а иные говорят — Аполлоний». Одной из составных частей этого инструмента служил барабан, на котором, по словам Витрувия, «нарисовано небо с зодиакальным кругом».
Стереографическую проекцию описал во II веке н. э. Клавдий Птолемей в сочинении «Планисферий». Впрочем, «астролабоном» сам Птолемей называл другой инструмент — армиллярную сферу. Окончательный вид астролябии был разработан в IV в. н. э. Теоном Александрийским, который называл это устройство «малый астролабон». Первые дошедшие до нас трактаты об астролябии принадлежат философам и богословам Синезию (IV—V века н. э.), Иоанну Филопону (VI век н. э.), Северу Себохту (VII век н. э.)
Учёные исламского Востока усовершенствовали астролябию и стали применять её не только для определения времени и продолжительности дня и ночи, но также для осуществления некоторых математических вычислений и для астрологических предсказаний. Известны имена ряда производителей астролябий в исламском средневековье, например Мухаммада ибн Абдаллаха Настулуса или аль-Иджлийя (Марьям аль-Устурлаби). Известно также немало сочинений средневековых исламских авторов о различных конструкциях и применении астролябии. Таковы книги ал-Хорезми, аль-Астурлаби, аз-Заркали, ас-Сиджизи, ал-Фаргани, ас-Суфи, ал-Бируни, Насир ад-Дина ат-Туси и др. В XVIII в. руководство по применению астролябии пишет Исмаил Эфенди.
С XII века астролябии становятся известны в Западной Европе, где вначале использовали арабские инструменты, а позднее стали изготавливать свои по арабским образцам. В XIV в. широкой популярностью пользовались трактаты по устройству астролябии, написанные знаменитым писателем Джеффри Чосером и византийским учёным Никифором Григорой.
Пика своей популярности в Европе астролябия достигла в эпоху Возрождения, в XV—XVI столетиях, она наряду с армиллярной сферой была одним из основных инструментальных средств астрономического образования. Знание астрономии считалось основой образования, а умение пользоваться астролябией было делом престижа и знаком соответствующей образованности. Европейские мастера, подобно своим предшественникам арабам, уделяли большое внимание художественному оформлению, так что астролябии стали предметом моды и коллекционирования при королевских дворах. В XVI веке их стали делать на основе собственных расчётов, чтобы применять в европейских широтах.
Одним из лучших инструментальщиков XVI века был фламандский мастер Гуалтерус Арсениус. Его астролябии отличались точностью и изяществом форм, поэтому разные знатные особы заказывали ему их изготовление. Одна из них, изготовленная Арсениусом в 1568 году и принадлежавшая в своё время австрийскому полководцу Альбрехту фон Валленштейну, хранится ныне в Музее М. В. Ломоносова.
Современным потомком астролябии является планисфера — подвижная карта звёздного неба, используемая в учебных целях.

## Устройство астролябии

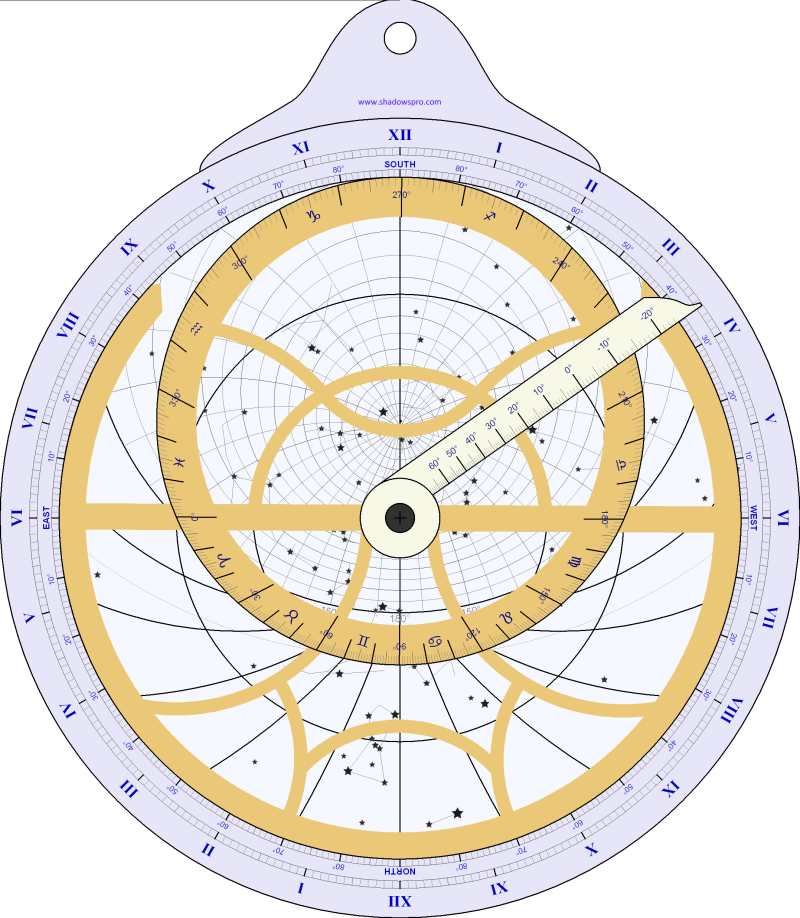
Схематическое устройство астролябии. Роль паука здесь выполняет прозрачная пластина с картой звёздного неба.

Основой классической астролябии служит «тарелка» (лат. mater) — круглая деталь с высоким бортом и подвесным кольцом для точной нивелировки прибора относительно горизонта. Внешний лимб тарелки имеет шкалу, оцифрованную в градусах и в часах.
В эту «тарелку» вложен «тимпан» — круглый плоский диск. На его поверхности нанесены точки и линии небесной сферы в стереографической проекции. Данные линии и точки сохраняются при суточном вращении астролябии. Это полюс мира и концентрические с ним окружности, находящийся в центре тимпана. Небесные окружности представляют собой следующее: окружности небесного экватора, окружности северного тропика и южного тропика. Последний служил обычно границей тимпана. Затем следует прямая вертикальная линия небесного меридиана; наконец — горизонт, его параллели («альмукантараты»), точка зенита и азимутальные круги, проходящие через эту точку. Положение горизонта и зенита будет разным для разных широт места наблюдения, поэтому для наблюдений, производимых в разных широтах, должны быть изготовлены разные тимпаны.
На тимпан накладывается «паук» (лат. rete) — круглая фигурная решётка, на которой в этой же стереографической проекции с помощью изогнутых стрелок указано расположение самых ярких звёзд, расположенных севернее южного тропика. На «пауке» обозначен также зодиакальный круг со шкалой, показывающей годовое движение Солнца по эклиптике. Шкала некоторых астролябий отражает даже неравномерность этого годового движения.
Удобство применения стереографической проекции в астролябии состоит в том, что в этой проекции все окружности на сфере отображаются в окружности или прямые на плоскости; но прямые и окружности проще всего строятся и гравируются при изготовлении тимпана и паука. Альмукантараты образуют на тимпане гиперболический пучок окружностей, азимутальные линии — сопряжённый с ним эллиптический пучок окружностей.
Всё скрепляется осью, проходящей через центральные отверстия перечисленных деталей. На этой же оси с тыльной стороны тарелки крепится алидада — визирная линейка с диоптрами. На тыльной стороне нанесена круговая градусная шкала, по которой производятся визирные отсчёты. Здесь также могут находиться разнообразные номографические шкалы, такие как шкала тангенсов («прямая тень», umbra recta) и котангенсов («обратная тень», umbra versa), шкала для пересчёта равных часов, возникающих при делении суток на 24 части, в так называемые «неравные часы», шкала для определения киблы и т. д.

## Применение астролябии
Измерив высоту Солнца или звезды с помощью алидады, поворачивают паук так, чтобы изображение точки эклиптики, в которой Солнце находится в данный момент года, либо изображение звезды попало на изображение альмукантарата, соответствующего этой высоте. При этом на лицевой стороне астролябии получается стереографическое изображение неба в момент наблюдения, после чего определяется азимут светила и точное время, а также гороскоп (букв. «указатель часа») — градус эклиптики, восходящий над горизонтом в момент наблюдения.
Все остальные многочисленные приёмы обращения с астролябией являются производными от этого основного приёма.

## Другие виды астролябий

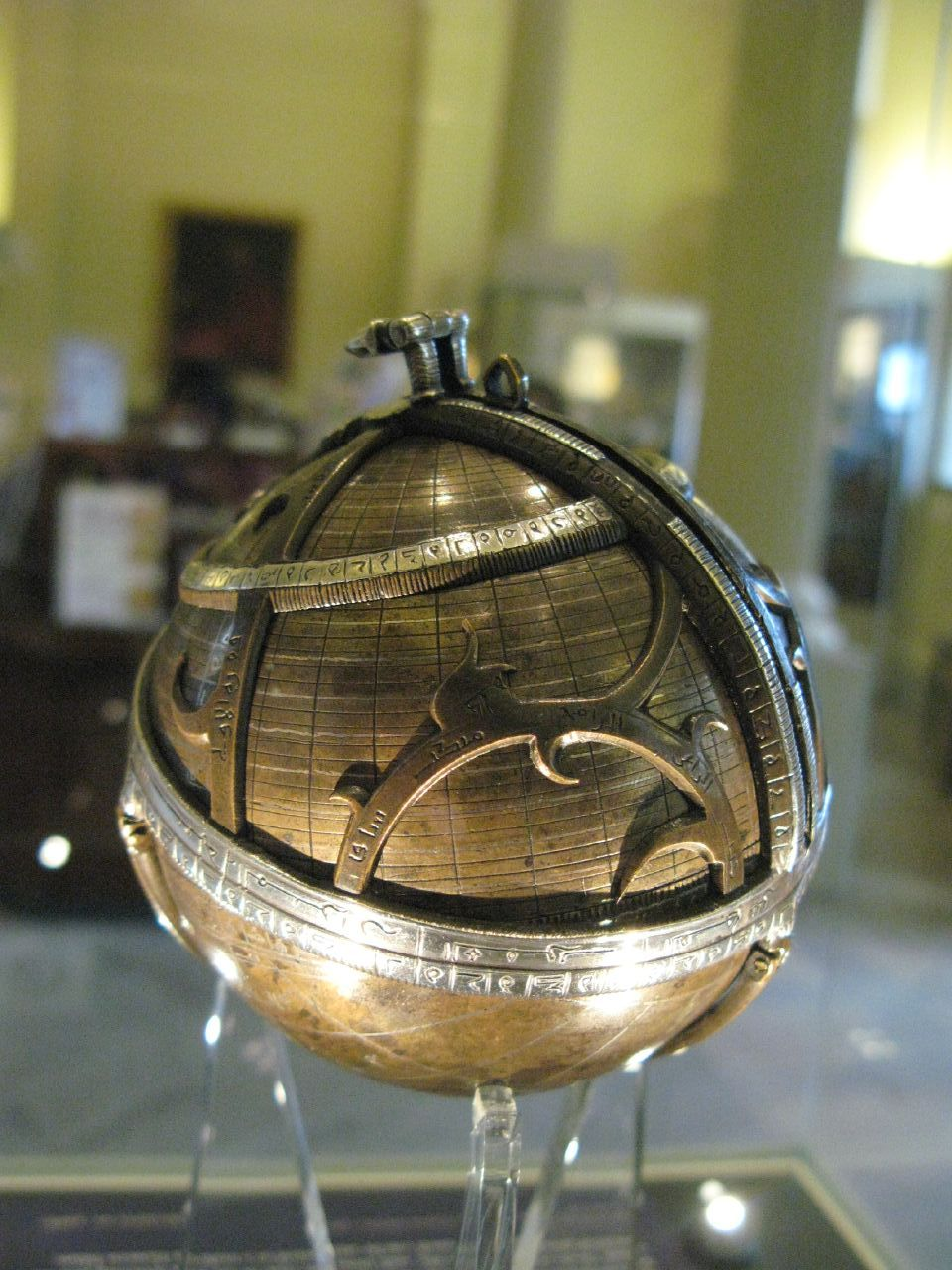
Сферическая астролябия

Челнообразная астролябия. Как писал ал-Бируни, устройство этой астролябии, изобретённой ас-Сиджизи, происходит «из убеждения некоторых людей в том, что упорядоченное движение Вселенной принадлежит Земле, а не небесной сфере». На её тимпане изображаются эклиптика и звёзды, а на подвижной части — горизонт и альмукантараты.
Совершенная астролябия. В этой астролябии, изобретённой ас-Сагани, за центр проектирования принимается не северный полюс мира, а произвольная точка небесной сферы. В этом случае основные круги сферы изображаются на тимпане уже не кругами и прямыми линиями, но кругами и коническими сечениями.
Универсальная астролябия. В этой астролябии, изобретённой ал-Ходжанди, за центр проектирования взята одна из точек равноденствия. В этом случае небесный экватор и эклиптика изображаются на тимпане прямыми линиями. Тимпан этой астролябии, в отличие от тимпанов обычных астролябий, пригоден для любой широты. Функции паука обычной астролябии здесь выполняет линейка, вращающаяся вокруг центра тимпана и называемая «подвижным горизонтом».
Сферическая астролябия. Небесная сфера представлена в этой астролябии в виде сферы, и её паук также имеет сферическую форму.
Наблюдательная астролябия. Эта астролябия представляет собой комбинацию армиллярной сферы и обычной астролябии, встроенной в кольцо, изображающее меридиан.
Линейная астролябия. Эта астролябия, изобретённая Шараф ад-Дином ат-Туси, представляет собой стержень с несколькими шкалами, с прикреплёнными к нему визирными нитями.
Морская астролябия. Это устройство, изобретённое португальскими мастерами в начале XV века, представляет собой сугубо угломерный прибор, не предназначенный для произведения аналоговых вычислений. Это инструмент с единственной функцией — измерения высоты Солнца или звёзд над горизонтом. Мореплаватели определяли географическую широту, на которой находилось их судно, зная угловое расстояние Солнца от небесного экватора (то есть, — склонение Солнца на текущую дату). Использовалась в XV–XVIII веках.

### Трактаты об астролябиях
- Synesius of Cyrene. On an Astrolabe. Архивная копия от 12 февраля 2013 на Wayback Machine
- John Philoponus. Concerning the using and arrangement of the astrolabe and the things engraved upon it. Архивная копия от 20 июля 2010 на Wayback Machine In: Gunther R. T. Astrolabes of the World. Oxford, 1932, pp.61-81.
- Severus Sebokht. Description of the Astrolabe. Архивная копия от 21 октября 2018 на Wayback Machine In: Gunther R. T. Astrolabes of the World. Oxford, 1932, pp.82-103.
- Geoffrey Chaucer. A Treatise on the Astrolabe. Архивная копия от 3 апреля 2021 на Wayback Machine The Works of Geoffrey Chaucer. Boston, 1957.

### Исследования
- Розенфельд Б. А. Аполлоний Пергский Архивная копия от 12 ноября 2015 на Wayback Machine. М.: МЦНМО, 2004.
- Таги-Заде А. К., Вахабов С. А. Астролябии средневекового Востока Архивная копия от 15 мая 2010 на Wayback Machine. Историко-астрономические исследования, 12, 1975, с. 169—225.
- Morrison J. E. The astrolabe. Janus, 2007.
- Neugebauer O. The Early History of the Astrolabe. Studies in Ancient Astronomy IX. Isis, Vol. 40, No. 3 (Aug., 1949), pp. 240—256
- North J. D. The Astrolabe. Scientific American, 230:1, January 1974, p.96-106.
- Масликов С. Ю. Астролябия как астрономический инструмент: от античности до Нового времени: дис. на соискание степени канд. физ.-мат. наук. М., 2017.

### Гипатия и астролябия (свидетельства)
- The Letters of Synesius Архивная копия от 15 мая 2008 на Wayback Machine
- Did Hypatia invent the Astrolabe? Архивная копия от 27 декабря 2010 на Wayback Machine
- Synesius, Catastasis Архивная копия от 14 февраля 2010 на Wayback Machine